# سکراجانی
سکراجانی (به صربی: Skrađani) یک منطقهٔ مسکونی در صربستان است.